# Pengerpuisto
Le parc en terrasse (en finnois : Pengerpuisto), est parc du quartier de Kallio à Helsinki en Finlande.

## Description
Le parc, d'environ 1,3 hectare, est construit au centre de la section Torkkelinmäki.
Le parc est délimité à l'ouest par des immeubles résidentiels des années 1920 bâtis sur Torkelinkatu et à l'est par la haute rangée d'immeubles résidentiels sur Pengerkatu.
Les dénivelés vers l'est, sur le versant menant au bord de mer, sont importants.
Au nord-est et au sud-ouest, le parc est bordé de bâtiments scolaires.
Le lycée des arts visuels d'Helsinki est situé en bordure de Pengerpuisto

## Végétation
La principale espèce d'arbre de Pengerpuisto est le frêne commun.
L'érable plane, l'orme de montagne, l'érable de Tartarie et l'épine-vinette poussent aussi dans le parc.
Sur la pente de Pengerkatu poussent des chèvrefeuilles jaunes, chèvrefeuille des haies, chèvrefeuilles communs, rosiers et viorne lantane.
Le  sedum pousse sur les rochers du parc.

## Galerie

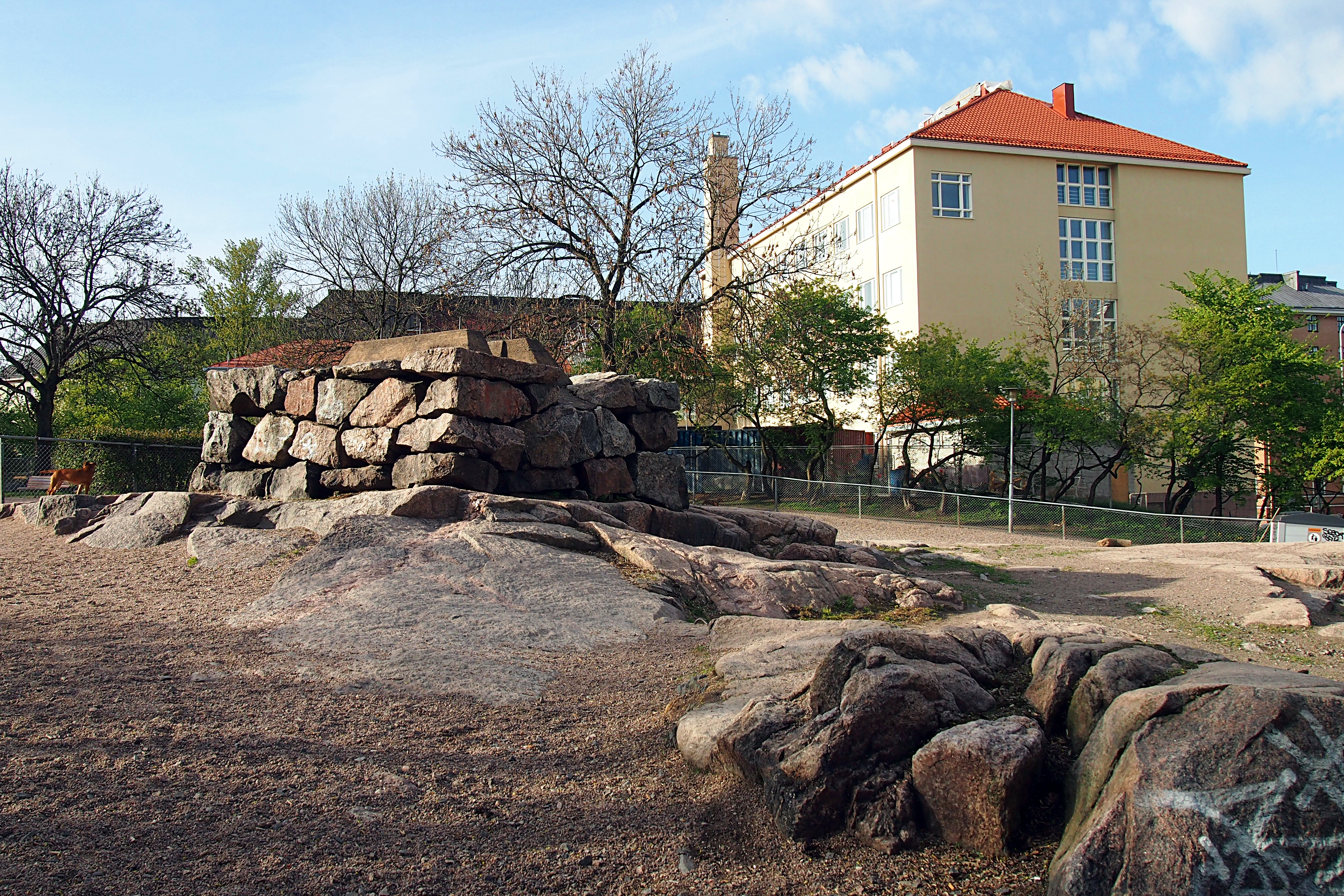
Rochers du parc.
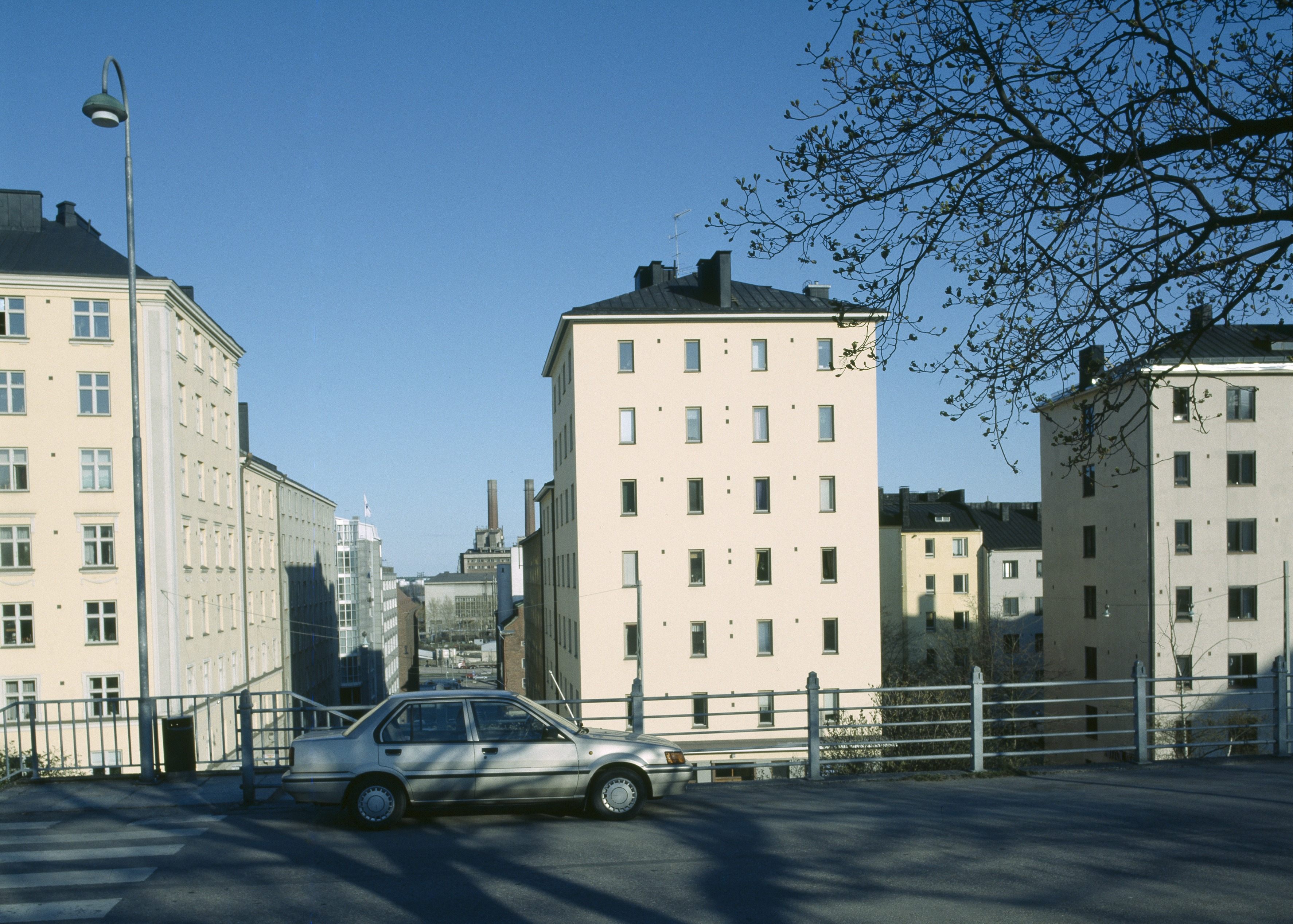
La rue Lintulahdenkatu vue de Pengerpuisto.
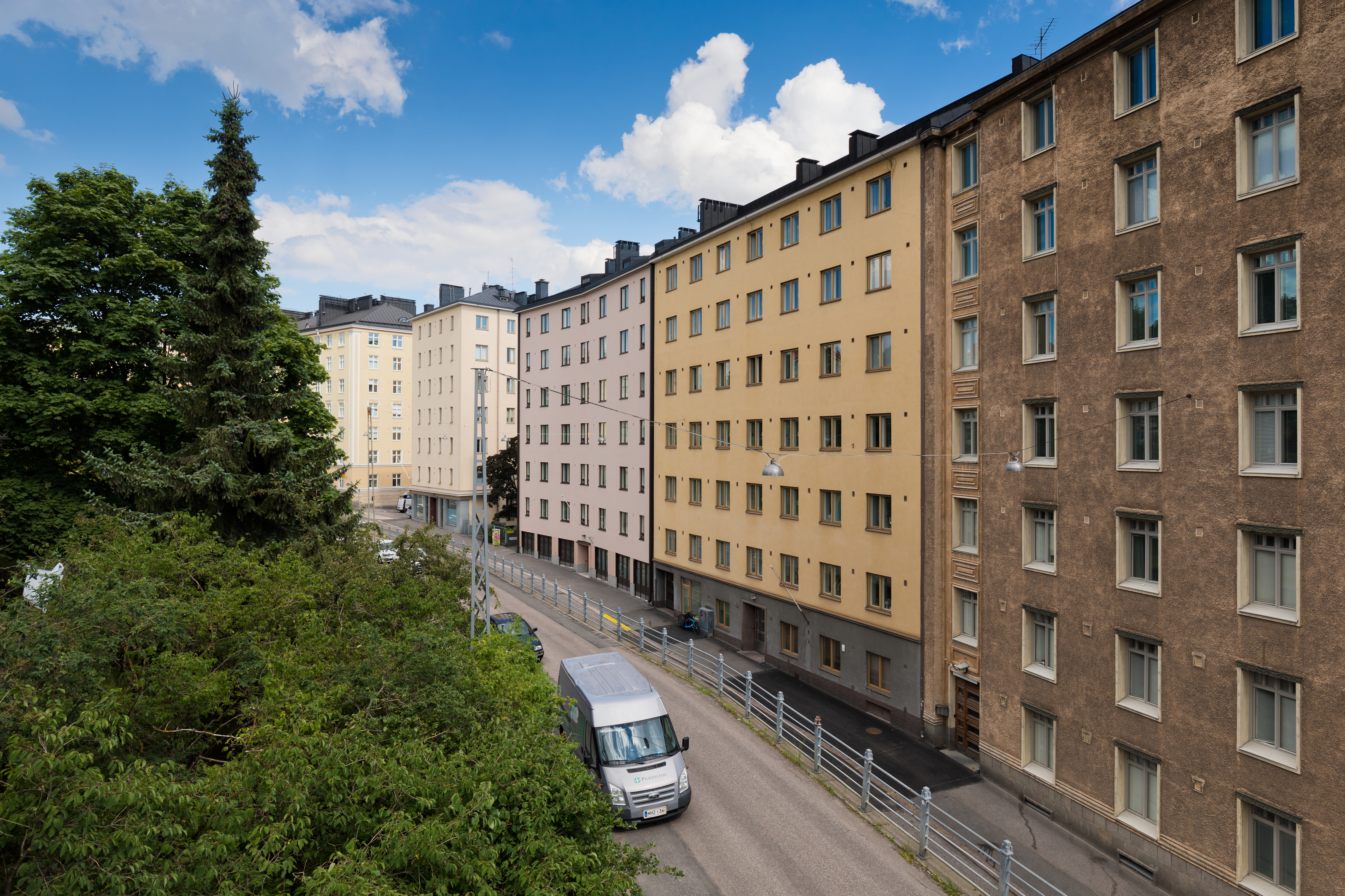
La rue Pengerkatu vue du parc Pengerpuisto.